# Сречко Римац
Сречко Римац (на хърватски: Srećko Rimac) e хърватски католически духовник, кармелит, генерален секретар на Междуритуална епископска конференция в България до 2014 г.

## Биография
Сречко Римац е роден през 1966 г. в Подград близо до град Винковци в Хърватия. Завършва основното си образование в село Ровишче, Беловарско-билогорска жупания. След това учи електротехника в Беловар. През 1991 г. завършва Електротехническия факултет в Загреб и през същата година влиза в Кармилския манастир Реметана в предградието Ремете в Загреб, където през 1993 г. дава своите обети. Завършва Католическия богословски факултет в Загреб през 1998 г. Той е ръкоположен като свещеник в Загреб на 27 юни 1998 г. След това учи теология в магистърска програма в Рим. През есента на 2000 г. се завръща в Загреб
През 2002 г. по молба на Апостолическия екзарх Христо Пройков, провинциалният капитул на Хърватската провинция на Кармелитите решава да основаване мисия на ордена в България. В София са били изпратени отците Тадей Перица и Сречко Римац. Те полагат основите на новата мисия на 21 ноември 2002 г. в стария манастир на сестрите-кармелитки до църквата „Свети Франциск от Асизи“. По-късно към тях се присъединяват и други монаси от ордена. В България отец Римац е също генерален секретар на католическата епископска конференция.
През 2014 г. отец Сречко Римац се завръща в Ремете, Загреб. От 4 юни 2014 г. е провинциал (глава) на хърватската провинция на отеците-кармелити, към която се числи и общността на братята в България.